# Públio Calvísio Sabino Pompônio Segundo
Públio Pompônio Segundo (em latim: Publius Pomponius Secundus) foi um proeminente senador e poeta romano nomeado cônsul sufecto logo no início de 44 no lugar de Caio Salústio Crispo Passieno. Era amigo pessoal de Plínio, que escreveu uma biografia dele, hoje perdida. Seu nome completo era Públio Calvísio Sabino Pompônio Segundo (em latim: Publius Calvisius Sabinus Pomponius Secundus) de acordo com duas inscrições fragmentárias da Germânia Superior, apesar de seu prenome ainda ser incerto. O historiador Olli Salomies discute a possibilidade de que tenha sido "Caio" (Gaius), mas lembra que "Públio" é atestado na cidade de Espolécio e conclui que "é possível assumir com alguma confiança" que ele tenha sido adotado por um Públio Calvísio Sabino.

## Família
A mãe de Pompônio foi Vistília, que teve sete filhos de seis casamentos diferentes, entre eles o famoso delator Públio Suílio Rufo e o general Cneu Domício Córbulo. O nome de seu pai é desconhecido, mas Ronald Syme sugeriu que ele pode ter sido Caio Pompônio Grecino, cônsul sufecto em 16, ou seu irmão, Lúcio Pompônio Flaco, cônsul em 17. Seu irmão, Quinto Pompônio Segundo, esteve envolvido em várias intrigas durante os reinados de Tibério e Cláudio.

## Carreira política
Os irmãos Pompônio eram aliados do prefeito pretoriano Lúcio Élio Sejano, cônsul em 31, e, quando ele caiu, em outubro daquele mesmo ano, Quinto Pompônio foi colocado em prisão domiciliar e Públio passou a ser o garantidor de seu comportamento. Ele só foi liberado quando Calígula subiu ao trono. Durante o reinado de Calígula ou de Cláudio, Públio foi governador de Creta e Cirenaica. Depois de seu consulado, foi governador da Germânia Superior entre 50 e 54 e, durante seu mandato, conduziu uma campanha vitoriosa contra os catos. Depois de mais de quarenta anos, ele encontrou sobreviventes da Batalha da Floresta de Teutoburgo ainda trabalhando como escravos na região. Por isto, ele recebeu a ornamenta triumphalia.

## Obras
Foi por suas tragédia que Públio Segundo ficou mais famoso. Elas foram citadas de forma muito elogiosa por Tácito, Quintiliano e pelo jovem Plínio e foram lidas por muito tempo. Uma delas foi citada pelo gramático Carísio. Estas tragédias foram encenadas ainda na época de Cláudio.
Segundo se interessava particularmente pela beleza da gramática e do estilo, duas disciplinas nas quais ele era reconhecido como autoridade. O tema de suas peças era a Grécia, com uma única exceção conhecida, uma praetexta chamada "Aeneas". Os autores de tragédias durante os períodos júlio-claudiano e flaviano eram tipicamente homens de status social relativamente alto e suas obras geralmente expressavam suas visões políticas mascaradas de forma insuficiente por um véu de ficção. Apenas umas poucas linhas de suas obras sobreviveram, incluindo algumas de "Aeneas".